# دومينيك فولكمير
دومينيك فولكمير (من مواليد 27 أبريل 1996) هو لاعب كرة قدم ألماني محترف يلعب في مركز قلب الدفاع لأطلس دلمنهورست.
اعتبارًا من أكتوبر 2022 تدرب فولكومر مع نادي أطلس دلمنهورست الإقليمي في دوري نورد ولعب أيضًا في مباراتين وديتين. وقع مع النادي في 31 يناير 2023.